# Yougoslavie au Concours Eurovision de la chanson 1992
La Yougoslavie a participé au Concours Eurovision de la chanson 1992 le 9 mai à Malmö, en Suède. C'est la 27e ainsi que la dernière participation du pays au Concours Eurovision de la chanson, en tant que République fédérale de Yougoslavie composée de la Serbie et du Monténégro.
Le pays est représenté par la chanteuse Extra Nena (de) et la chanson Ljubim te pesmama, sélectionnées par la Radio-télévision yougoslave (JRT) à travers la finale nationale Jugovizija 1992.

## Sélection

### Jugovizija 1992
Le radiodiffuseur yougoslave Jugoslovenska Radio-Televizija (JRT, « Radio-télévision yougoslave »), organise la finale nationale intitulée Jugovizija 1992 pour représenter la Yougoslavie au Concours Eurovision de la chanson 1992.

#### Finale
La finale nationale yougoslave Jugovizija 1992 a lieu le 28 mars 1992 au Centre de télévision de la RTS à Belgrade,.
Vingt chansons participent à cette sélection yougoslave. Les chansons sont toutes interprétées en serbo-croate (serbe, monténégrin, bosnien), langue nationale de la Yougoslavie.
| Ordre | Artiste             | Chanson                              | Radiodiffuseur | Points | I | II | III | IV | V | VI | VII | VIII | IX | X | XI | XII | XIII | XIV | XV | Place |
| ----- | ------------------- | ------------------------------------ | -------------- | ------ | - | -- | --- | -- | - | -- | --- | ---- | -- | - | -- | --- | ---- | --- | -- | ----- |
| 1     | Alma Čardžić        | Ljubav će pobijediti                 | TVSa           | 6      |   |    |     |    | 3 |    |     |      |    |   | 3  |     |      |     |    | 10    |
| 2     | Vlada & Music Box   | Hiljadu snova                        | TVNS           | 5      |   | 1  |     |    | 2 |    |     |      |    |   |    |     | 2    |     |    | 11    |
| 3     | Sunčeve Pege        | Viva rock 'n' roll                   | TVNS           | 0      |   |    |     |    |   |    |     |      |    |   |    |     |      |     |    | 16    |
| 4     | Viva Romana         | Na mig tvoj                          | TVPr           | 3      |   |    |     |    |   |    |     |      |    |   | 2  | 1   |      |     |    | 13    |
| 5     | Makadam             | Sanjam ljeto                         | TVCG           | 22     | 2 |    |     | 7  |   |    |     |      |    | 5 |    | 3   |      | 5   |    | 6     |
| 6     | Mag                 | Nikome te dao ne bih                 | TVPr           | 10     |   |    | 2   |    |   |    |     |      |    |   |    | 5   |      | 2   | 1  | 9     |
| 7     | Dejan Božović       | Dan samo zna, Tamara                 | TVCG           | 0      |   |    |     |    |   |    |     |      |    |   |    |     |      |     |    | 16    |
| 8     | Sonja Mitrović-Hani | Nebo je plakalo za nama              | TVPr           | 34     |   |    | 7   | 5  |   | 5  | 7   |      |    | 3 |    |     |      |     | 7  | 4     |
| 9     | Violeta & Triler    | Bio si sve                           | TVPr           | 0      |   |    |     |    |   |    |     |      |    |   |    |     |      |     |    | 16    |
| 10    | Filip & Nada        | Zemlja anđela (Земља анђела)         | TVBg           | 12     | 5 |    |     |    |   | 1  | 1   |      |    |   | 5  |     |      |     |    | 8     |
| 11    | Perper              | S druge strane                       | TVCG           | 0      |   |    |     |    |   |    |     |      |    |   |    |     |      |     |    | 16    |
| 12    | Sestre Barudžija    | Hej, hej, vrati se                   | TVBg           | 5      |   |    | 3   |    |   |    |     | 2    |    |   |    |     |      |     |    | 11    |
| 13    | Renata              | Ti si vetar                          | TVNS           | 18     |   |    |     |    |   | 3  | 5   | 5    | 5  |   |    |     |      |     |    | 7     |
| 14    | Zerina Cokoja       | Neka te pjesmom probude              | TVSa           | 2      |   |    |     |    | 1 |    |     |      |    |   |    |     | 1    |     |    | 14    |
| 15    | Bojan               | Dajana                               | TVCG           | 31     |   | 3  | 5   | 3  |   |    |     |      |    | 7 |    |     | 3    | 7   | 3  | 5     |
| 16    | Bajone Bend         | Molitva (Молитва)                    | TVBg           | 2      |   |    |     |    |   |    |     |      | 2  |   |    |     |      |     |    | 14    |
| 17    | Extra Nena (de)     | Ljubim te pesmama (Љубим те песмама) | TVBg           | 44     | 1 | 7  |     | 1  | 5 | 7  | 3   | 1    | 7  | 2 |    |     | 7    | 3   |    | 1     |
| 18    | Vampiri             | Ding ding dong                       | TVBg           | 41     | 3 | 5  |     |    | 7 | 2  | 2   | 3    | 1  |   | 1  | 7   | 5    |     | 5  | 2     |
| 19    | Ledeni Princ        | Pokloni mi poljupce                  | TVNS           | 0      |   |    |     |    |   |    |     |      |    |   |    |     |      |     |    | 16    |
| 20    | Arnela Konaković    | Prva noć                             | TVSa           | 35     | 7 | 2  | 1   | 2  |   |    |     | 7    | 3  | 1 | 7  | 2   |      | 1   | 2  | 3     |

Lors de cette sélection, c'est la chanson Ljubim te pesmama interprétée par Extra Nena (de), qui fut choisie,. 
Le chef d'orchestre sélectionné pour la Yougoslavie à l'Eurovision 1992 est Anders Berglund (en).

## À l'Eurovision

### Points attribués par la Yougoslavie
| 12 points | Israël   |
| 10 points | Malte    |
| 8 points  | Chypre   |
| 7 points  | Grèce    |
| 6 points  | Turquie  |
| 5 points  | Portugal |
| 4 points  | Suède    |
| 3 points  | Finlande |
| 2 points  | Irlande  |
| 1 point   | Norvège  |

### Points attribués à la Yougoslavie
| 12 points          | 10 points            | 8 points | 7 points                          | 6 points  |
| ------------------ | -------------------- | -------- | --------------------------------- | --------- |
|                    | - Israël             |          |                                   | - Turquie |
| 5 points           | 4 points             | 3 points | 2 points                          | 1 point   |
| - France - Islande | - Finlande - Irlande | - Malte  | - Allemagne - Chypre - Luxembourg | - Grèce   |

Extra Nena interprète Ljubim te pesmama en vingtième position lors de la soirée du concours, suivant l'Italie et précédant la Norvège.
Au terme du vote final, la Yougoslavie termine 13e sur les 23 pays participants, ayant reçu 44 points au total,. La Yougoslavie attribue ses douze points à Israël.